# Francesca Marsaglia
Francesca Marsaglia, née le 20 janvier 1990 à Rome, est une skieuse alpine italienne. Son frère Matteo est également skieur alpin actif au haut niveau.

## Carrière
Active depuis 2005 dans le cirque blanc, Marsaglia fait ses débuts en Coupe du monde en février 2008 à l'occasion de la descente de Sestrières. Elle est cinquième aux Championnats du monde junior 2009 en descente.
En décembre 2013, elle rentre pour la première fois dans les dix premières dans une épreuve de Coupe du monde, en terminant neuvième du slalom géant disputé à Saint-Moritz. Elle participe ensuite aux Jeux olympiques de 2014 à Sotchi, où elle prend trois départs et termine seulement le slalom géant (seizième).
Aux Championnats du monde 2015, elle est notamment huitième du combiné et en 2019, elle est septième du super G. Elle monte sur son premier podium en Coupe du monde à son 185e départ depuis 2011, en prenant la troisième place de la descente de Lake Louise le 7 décembre 2019.

## Palmarès

### Jeux olympiques
| Épreuve / Édition | Sotchi 2014 |
| Super G           | Abandon     |
| Slalom géant      | 16e         |
| Super combiné     | Abandon     |

### Championnats du monde
| Épreuve / Édition | Garmisch-Partenkirchen 2011 | Beaver Creek 2015 | Saint-Moritz 2017 | Åre 2019 |
| Super G           |                             | 18e               | 17e               | 7e       |
| Super combiné     | Abandon                     | 8e                |                   |          |

### Coupe du monde
- Meilleur classement général : 25e en 2016.
- 1 podium.

#### Différents classements en Coupe du monde
| Année/Classement | Année/Classement | Général | Général | Descente | Descente | Super G | Super G | Slalom géant | Slalom géant | Combiné | Combiné |
| ---------------- | ---------------- | ------- | ------- | -------- | -------- | ------- | ------- | ------------ | ------------ | ------- | ------- |
| Année/Classement | Année/Classement | Class.  | Points  | Class.   | Points   | Class.  | Points  | Class.       | Points       | Class.  | Points  |
| 2011             | 2011             | 74e     | 60      | 34e      | 30       | 36e     | 20      | -            | -            | 35e     | 10      |
| 2012             | 2012             | 66e     | 89      | 37e      | 26       | 33e     | 32      | -            | -            | 17e     | 31      |
| 2013             | 2013             | 71e     | 69      | 30e      | 34       | 40e     | 8       | -            | -            | 16e     | 27      |
| 2014             | 2014             | 47e     | 137     | 40e      | 14       | 28e     | 39      | 22e          | 78           | 25e     | 6       |
| 2015             | 2015             | 31e     | 219     | 44e      | 4        | 10e     | 144     | 30e          | 45           | 10e     | 26      |
| 2016             | 2016             | 25e     | 400     | 23e      | 102      | 16e     | 145     | 23e          | 88           | 10e     | 65      |
| 2017             | 2017             | 31e     | 275     | 42e      | 19       | 15e     | 121     | 19e          | 113          | 29e     | 22      |
| 2019             | 2019             | 39e     | 205     | 26e      | 74       | 17e     | 99      | 33e          | 32           | -       | -       |

### Coupe d'Europe
- 1 victoire en super G.

### Championnats d'Italie
- Vainqueur du super combiné en 2015.

## références
1. ↑  Francescaz Marsaglia - Career information sur fis-ski.com, consulté le 9 décembre 2019